# Aromanesos
Els aromanesos (també dits: arumans, arumanesos o macedoromanesos; en aromanès s'anomenen armãnji o rrãmãnji, en funció del dialecte) són un poble valac que viu al llarg del sud dels Balcans, especialment al nord de Grècia, Albània, Macedònia del Nord i Bulgària, així com en una comunitat emigrant a Romania (Dobrudja). Són el segon grup de valacs més nombrós dels actuals romanesos.
Parlen l'aromanès (o aromà), una llengua romànica relacionada amb el romanès, sovint classificada com a dialecte seu. Donat que les dues llengües provenen del llatí, els historiadors creuen que el vincle lingüístic amb Romania es va interrompre entre el segle vii i el segle ix, quan el protoromanès ja era format.

## Noms i classificació
El nom aromanès, com el de romanès, deriva directament del llatí (romà) amb els canvis fonètics corresponents. Afegir una a davant de certes paraules que comencen amb una consonant és una característica de l'aromanès. A Albània, la forma més comuna és rãmãnji.
Anomenats segons l'àrea geogràfica, els aromanesos s'agrupen en nombroses branques: pindians (concentrats al voltant de les muntanyes del Pindos al sud-oest de Macedònia del Nord, nord de l'Epir, i oest de Tessàlia), gramustians (de muntanyes Gramos, concentrats a l'oest de la Macedònia grega i l'Epir septentrional), muzaquiars (de Muzàquia) i farserots (de Farsala, concentrats al sud de l'Epir, a Etòlia-Acarnània, àrea coneguda en l'edat mitjana com a Petita Valàquia). Els tres primers grups s'anomenaven armãnji, mentre que els farserots (amb un dialecte diferenciat) s'anomenaven rrãmãnji. Tots tres eren coneguts com a vlahi en grec. Valacs fou un terme usat en els Balcans medievals, com un exònim per a tot els pobles romànics de la regió, però avui dia és usat habitualment només per als aromanesos i meglenites; els romanesos només són anomenats valacs segons el context històric. Val a dir que el terme valac també vol dir 'bandit' o 'rebel' en historiografia medieval.
Els gramustians i pindians són coneguts a Grècia com a kutsovalacs, que vol dir 'valacs coixos'. Un altre nom usat per a referir-se als aromanesos (principalment als països eslaus com Sèrbia i Bulgària) és tsintsar, que deriva de la manera que els aromanesos diuen la paraula cinc: cinci. Hi ha valacs que són anomenats albanitovalacs, que vol dir 'albanesos parlants de valac', referit com a segona llengua, albanès en comptes de grec. Els albanesos també els diuen txobans (del turc Çoban, que vol dir 'pastor'), mot usat per a referir-s'hi en grec (τσομπάνοι).

## Orígens

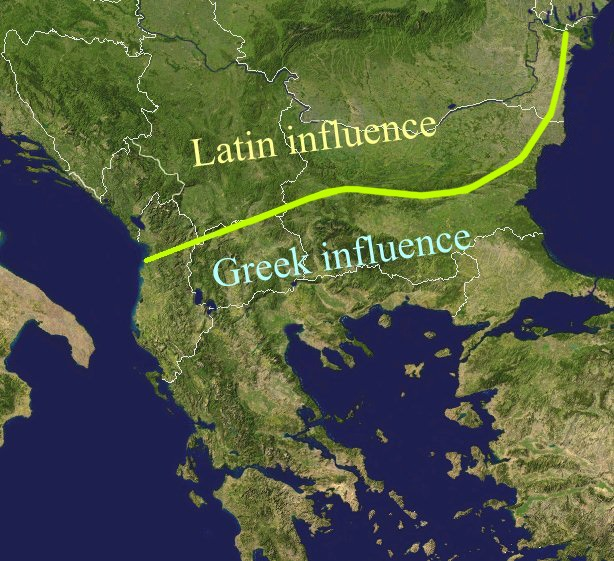
La línia Jireček

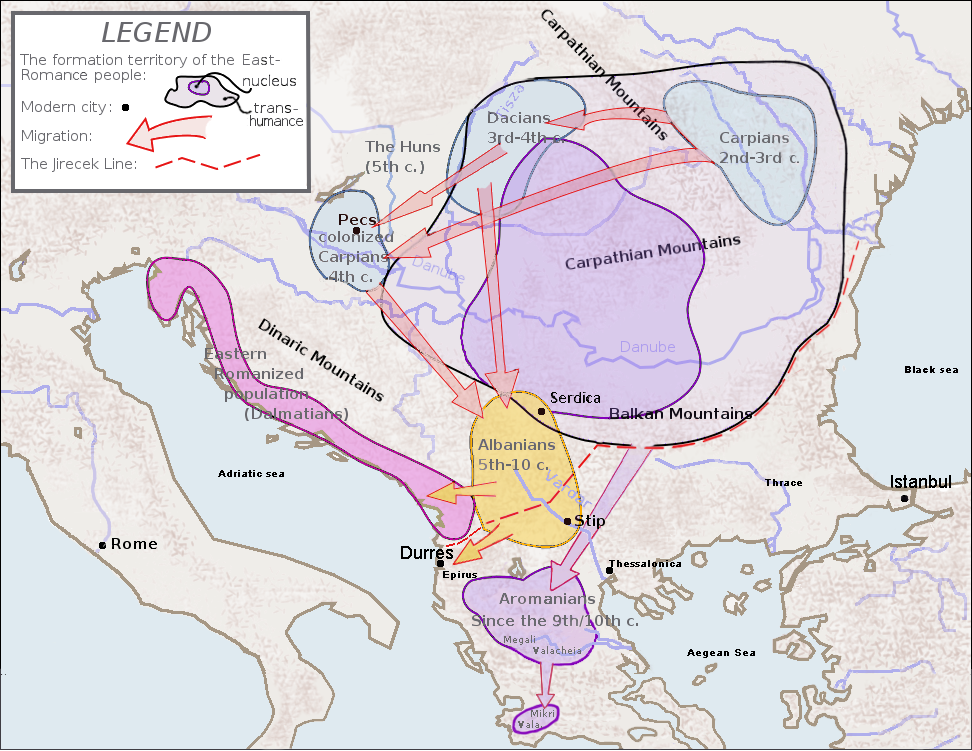
Els orígens dels romanesos

Existeixen moltes teories sobre els orígens dels aromanesos. A Grècia, afirmen que són descendents de la població local que fou llatinitzada immediatament després de la conquesta romana de Grècia, o més tard, durant els primers segles de l'Imperi Romà d'Orient quan el llatí encara era la llengua oficial. Contràriament, a Romania es consideren descendents dels colonitzadors dacis llatinitzats que emigraren cap al sud.
En total, les principals teories sobre l'origen dels aromanesos són:
- Descendents d'antics tracis i/o il·liris.
- Els descendents de colons i soldats romans, que rebien terres de conreu com a pagament pels seus serveis.
- Grecs llatinitzats.

Tanmateix, el que és clar és que, fins als segles VII-IX, romanesos i aromanesos parlaven la mateixa variant de llatí vulgar, sovint conegut com a protoromanès, i que descendeixen dels romans que poblaven els Balcans al final de l'Antiguitat i que es dispersaren amb l'arribada de les migracions eslaves. Al seu torn, aquests romans dels balcans segurament eren el resultat de la hibridació dels pobles indígenes amb els colons romans.

## Història
Els grecs i romans van anomenar il·liris un centenar de tribus entre la regió de l'Epir i la regió d'Ístria i entre els rius Drave i Danubi; a l'est d'aquestos vivien els tracis, al nord del Danubi els getes i a les muntanyes dels Carpats els dacis. La conquesta romana d'aquestos territoris va durar tres segles, fins al 106, amb la conquesta del Regne geta de Dàcia per Trajà. En aquesta regió, i sobretot en la via entre Roma i Bizanci, en gran part en territori de llengua grega, es van establir milers de legionaris que es llicenciaven després de 25 anys de servei i que parlaven llatí i no pas grec. Quan Dàcia fou evacuada al cap de 165 anys, els getes i dacis havien estat llatinitzats superficialment; els romans es van retirar i els elements més llatinitzats o colons romans van passar a l'altre costat del Danubi, però probablement el gruix de la població pagesa va restar a Dàcia (i no obstant això, el daci es va deixar de parlar i fou substituït pel llatí per un misteri sens dubte relacionat amb la seva organització social). El 212, tots els ciutadans de l'imperi van rebre la ciutadania i ja no van existir diferències; els legionaris i colons parlaven llatí i no es van poder barrejar amb la població grega o hel·lenitzada; en algunes zones, l'acció dels legionaris i colons va eliminar l'il·liri (segle iv) i el traci (segle vi) a favor del llatí, mentre en d'altres fou el grec el que el va substituir. A la divisió de l'imperi, de fet des de 325 i formalment el 395, el llatí va conservar la seva influència a la part oriental, i molts comandants, jutges i d'altres eren parlants de llatí i no de grec. El llatí va restar com a llengua oficial fins al regnat d'Heracli (601-640).
Les incursions dels gots i hèruls van desplaçar les poblacions cap a les zones muntanyoses més protegides i cap a les fortaleses. Els huns van devastar els Balcans al segle v; la línia defensiva del Danubi fou abandonada als finals del segle vi. Però poblacions de parla llatina es van mantenir a la Mèsia mediterrània i a Dardània (Il·líria); a les muntanyes del que avui és Albània, van restar poblacions autòctones que no havien estat ni llatinitzades ni hel·lenitzades, que s'hagueren decantat per una o altra llengua, fins que foren eslavitzades al segle vii.
A l'edat mitjana, els aromanesos crearen estats semiautònoms al territori de la moderna Grècia, com la Gran Valàquia o Petita Valàquia. Els eslaus van entrar a la zona del Danubi el 679 i, abans de final de segle, ja eren a altres parts dels Balcans. El Regne búlgar es va establir el 679 amb una barreja de poblacions tràcies, eslaves i turques (huns), i absorbint en part els àvars al llarg del segle viii. Els grecs van tenir tendència a establir-se des de Macedònia cap a Bulgària i van cristianitzar aquest regne. El kan Boris (tsar Miquel) fou batejat el 865; el 976, el príncep búlgar David fou assassinat per un valac, és a dir, un descendent dels colons de parla llatina. Bulgària va retornar a l'Imperi Romà d'Orient el 1019 i els valacs foren aliats dels romans i van servir l'imperi al segle xi en les guerres contra petxenegs (patzinak), hongaresos, uzes (una tribu turca) i cumans o polvtesos ja al segle xiii. En tot aquest temps, els valacs sempre foren aliats dels romans, mentre petxenegs i uzes ho eren generalment dels búlgars.
El 1185, a causa de l'alta fiscalitat, els valacs es van revoltar dirigits pels germans Pere i Asen, i van tenir el suport de les poblacions de petxenegs, uzes i cumans. Els rebels van establir un imperi vlacobúlgar (1187), però en els següents anys la població valaca va començar a ser absorbida pels búlgars.
El 1204 els llatins van ocupar Constantinoble, i els valacs del centre i sud dels Balcans van crear estats propis, un d'anomenat Gran Valàquia a Tessàlia, una altra Petita Valàquia a Dòrida, part de Lòcrida, Etòlia i Acarnània, i un tercer, Alta Valàquia, a Dolòpia. Però foren efímers i ràpidament sotmesos pel despotat de l'Epir. Ja en aquesta època, s'esmenten comunitats de gent de parla llatina enmig de territori eslau a Sèrbia, Montenegro i Albània al costat de les comunitats sèrbies i albaneses hel·lèniques eslavitzades i que, sens dubte, eren descendents dels colons llatins. També es creu que hi va haver migracions des de la zona del Danubi cap a Sèrbia i la costa de Dalmàcia, on foren coneguts com a morlacs, i van arribar fins a Ístria, on amb el temps es van barrejar amb els morlacs establerts anteriorment i als uskoks, un grup heterogeni format per la barreja de grup d'eslaus llatinitzats i de llatins de diversos orígens, formant el que serien els istroromans. Aquestes emigracions van durar del segle xii al xv, quan la conquesta otomana va aturar el moviment de poblacions.
Durant la dominació otomana, els valacs o aromans van gaudir de certa llibertat i exempció de tributs, podent portar armes. Una milícia aromana (armatoles), dirigida per capitani, va actuar a la frontera amb els territoris dels Habsburg.
El 1820 els aromans van donar suport als grecs en la lluita per la independència. El renaixement cultural va començar tímidament a Albània (Moscopolis/Voskopje) i va portar el 1862 a l'establiment de la primera escola aromana en el que avui és la Macedònia grega. Els otomans els van donar un cert suport i el 1878 van rebre el dret d'ús de la seva pròpia llengua. El Tractat de Berlín (1878) els va reconèixer com a nació separada, però com que Grècia va adquirir molts territoris, part de la població otomana va quedar fora de l'Imperi Otomà, dins de Grècia, especialment a les muntanyes Pindo. El 1888, van rebre el dret d'establir la seva Església nacional. El 1906, foren reconeguts minoria i el 1908 foren admesos al parlament turc. Les dues guerres dels Balcans els van fragmentar novament, quedant dividits entre Grècia, Albània, Sèrbia i Bulgària, a part dels que vivien a Dalmàcia i Ístria sota domini italià. El 1913, havien sol·licitat la seva inclusió dins el nou principat d'Albània com a província autònoma, però Grècia va obtenir els territoris amb la promesa de salvaguardar la identitat aromana, que mai va respectar. A Sèrbia, les escoles aromanes foren tancades el 1918, a Grècia parcialment el 1920 i a Albània el 1938; les darreres escoles a Grècia es van tancar entre 1945 i 1948. A Bulgària, l'única escola fou clausurada el 1948. Els intents de Romania de mantenir escoles aromanes foren interpretats com un intent de convertir els aromans en romanesos i no foren acceptats pels mateixos aromans.
El 1054, en el trencament de les esglésies catòlica i ortodoxa, es van emetre malediccions que foren aixecades el 1961-1965 quan el patriarca ecumènic de l'Església ortodoxa era Atenàgores, d'ètnia aromana.
Els aromanesos jugaren un paper important en les guerres d'independència de diversos països dels Balcans: Bulgària, Albània i Grècia, contra l'Imperi Otomà.
El 1941, després de l'ocupació de Grècia pel Tercer Reich, alguns nacionalistes feixistes aromanesos volien crear el Principat de Pindos, un estat valac autònom sota control de la Itàlia feixista.

## Bandera
El juny de 1999 es va fer a Friburg de Brisgòvia (Alemanya) un congrés aromà i una de les decisions fou crear un comitè per establir la bandera nacional. Entre les propostes orientatives, hi havia la que proposava el sol de Vergina (com l'antiga bandera de Macedònia), o la que proposava un símbol romà com la lloba romana (proposta del senyor Barba, el principal líder dels aromans). Radio Romania Internacional va suggerir posar la lloba romana al mig del sol de Vergina. La idea de la lloba romana no era nova; durant la II Guerra mundial, els aromans búlgars van intentar crear un estat aromà dirigits per Tashcu Ionescu i aquest moviment va utilitzar una bandera groga amb una lloba romana en negre. Al congrés mateix, M. Prefti va suggerir adoptar l'anomenada bandera de casament, de la qual hi ha una gran varietat, però bàsicament n'hi ha tres models: les blanques llises, les blanques amb sol vermell i les blanques amb creu vermella (símbol de la resurrecció de Crist); un quart model seria la vermella llisa utilitzada perquè el vermell era el color dels otomans i el color sagrat dels aromans. Les banderes blanques amb alguna decoració ja eren utilitzades pels aromans en època otomana per mostrar que la reunió era amb motiu d'un casament i era pacífica; és possible que el seu origen es remunti als segles XII o XIII, quan els cavallers croats portaven banderes o escuts amb la creu i van passar pels Balcans. El blanc és sempre el símbol de la pau i per als aromans de les coses clares. El mes de maig és el preferit pels aromans i en aquest mes els aromans adornaven i encara adornen les seves cases amb banderes vermelles com a símbol de felicitat.
La revista Bana Armaneasca, en el número 19, any V, de març del 2000, descriu la bandera de la revista, que no intenta convertir en nacional, però que recull elements de les diverses propostes de bandera nacional. Així, la bandera era blanca amb un cantó vermell, dins del qual el sol de Vergina en daurat i al vol una creu llatina vermella. El sol de Vergina fou trobat per l'arqueòleg grec Mamolis Andronikos a Vergina, a la tomba que se suposa que correspon a Filip II de Macedònia, pare d'Alexandre el Gran. Aquest símbol és discutit, ja que té característiques comunes amb símbols grecs, tracis i il·liris, i els macedonis van rebre algunes creences religioses dels tracis, entre aquestes l'adoració a Hermes.
L'única bandera que es podria considerar nacional és blanca quadrada amb una estreta vora vermella per tres costats. Està emmarcada amb cinc línies blaves paral·leles (cadascuna de diferent amplada) per tres dels costats (no al pal); al centre té un cercle vermell. Aquest cercle té al damunt una creu i una aspa, que ocupen tota la part blanca de la bandera fins a la línia blava més interior de les de la vora. Tots els braços de la creu i asta acaben en boles vermelles i els braços de creu i aspa són blaus, excepte el de l'aspa que va entre el pal i la part superior del vol, que és vermell. Aquest model o d'altres de similars fou usat després de 1860 en esdeveniments religiosos o socials, pels xopes (o cipani o tsopi, o tsopani) a la província otomana de Macedònia (a la zona que avui correspondria al sud-oest de Bulgària), quan tenien el suport del príncep Ion Cuza. Es diu que fou hissada el 1906 quan el soldà va reconèixer els aromans com a milet ('minoria') i es va formar l'Ulah milet, i després per la delegació dels grecs aromans que van assistir a la conferència de pau de París del 1919 i va reclamar els drets nacionals aromans.

## Grups aromans
- Txobans o farserotes a Albània
- Cutzovalacs i albanitovalacs a Grècia
- Aromanesos a Sèrbia: tsintsars, valacs del Timok o xopes (Sèrbia, Montenegro i Kosovo)
- Macedoromans (Romania)
- Morlacs, mavrovlacs o valacs negres, a Croàcia
- Aromanesos a Bulgària
- Aromanesos a Macedònia del Nord
- Aromanesos d'Amèrica són persones d'origen aromà de diversos llocs emigrats a Amèrica, principalment als Estats Units. Els aromans americans van formar algunes associacions, la més antiga de les quals és la Societatea Farsarotul, fundada el 1903 per Nicolae Cican.[9] La seva activitat és merament cultural.

### A Grècia

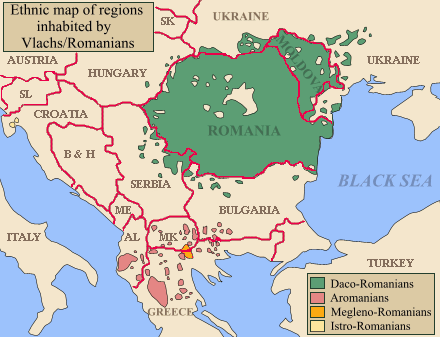
Mapa dels Balcans amb les regions habitades per aromanesos en vermell

A Grècia, els aromanesos no són considerats pas una minoria ètnica, sinó que són considerats com a "grecs de parla llatina" (p. ex.: grecs que parlen una llengua romànica), mentre que els macedonis eslavòfons i búlgars són anomenats grecs eslavòfons (p. ex.: grecs que parlen una llengua eslava, o els albanites que són considerats "grecs albanòfons" (i. e.: grecs que parlen albanès), sense que cap n'expressi identitat nacional no grega. Generalment, l'ús de les llengües minoritàries ha estat desaconsellat,
encara que recentment s'han fet alguns esforços des de la presidència grega per preservar llengües amenaçades (inclòs l'aromanès).
És difícil d'estimar el nombre exacte d'aromanesos a causa de la seva naturalesa elusiva i a múltiples factors, referents principalment a la llengua. Les estimacions sobre el seu nombre a Grècia estan entre 250.000 i 700.000.
La majoria de la població aromanesa viu al nord de Grècia, en comunitats rurals disperses. Les principals àrees habitades són les muntanyes de Pindos, Meglan, al voltant del llac Prespa, i les muntanyes d'Olimp i Vermió.

### A Albània
La segona comunitat aromanesa més important viu a Albània, i són entre 100.000 i 200.000 persones. Hi ha hagut alguns intents tímids d'educar-los en la seva llengua nadiua a la vila de Divjaka. Els aromanesos, sota el nom de valacs, són una minoria nacional reconeguda en la constitució albanesa.
En els darrers anys, sembla que hi ha hagut un renaixement de la política de suport i promoció de les escoles en romanès entre els valacs d'Albània, i les escoles primàries i secundàries romaneses a la ciutat albanesa de Divjaka, on els nens valacs rebien classes en aromanès i romanès amb subvencions del govern romanès. L'única església en llengua romanesa a Albània, la Schimbarea la fata de Korçë (Curceaua en aromanès), també va rebre 2 bilions de lei del govern romanès. Molts dels aromanesos d'Albània han emigrat a Grècia com a homogeneis, des que han estat considerats com a membres de la minoria grega a Albània.

### A Macedònia del Nord
Segons les dades oficials (cens de 2002), hi ha 9.695 aromanesos o valacs com són anomenats oficialment a Macedònia del Nord, encara que segons altres fonts, el seu nombre podria augmentar a 20.000 o fins a 100.000, segons llurs associacions i altres estimacions. Els aromanesos són reconeguts com a minoria ètnica, i hi són representats com a tals al parlament, i gaudeixen de drets ètnics, lingüístics, culturals i religiosos, així com del dret a rebre educació en la seva llengua.
També han rebut suport financer del govern romanès, i el reconeixement de la independència de Macedònia del Nord ha estat condicionada a l'extensió dels drets com a minoria als aromanesos.

### A Bulgària
A Bulgària, la majoria dels aromanesos són concentrats a la regió sud-oriental de Sofia, a la regió anomenada Pirin, que formà part de l'Imperi Otomà fins al 1913. Després de 1913, s'hi va dur a terme una massiva campanya de bulgarització sota els auspicis del govern búlgar. Per aquesta raó, molts d'ells marxaren a la Dobrudja meridional, aleshores part del Regne de Romania pel tractat de Bucarest de 1913, i després de la reinclusió en Bulgària pel tractat de Craiova de 1940, marxaren a Dobrudja septentrional. Un altre grup marxà cap al nord de Grècia. Avui dia, el grup més gran d'aromanesos de Bulgària es troba al sud, a la zona muntanyosa al voltant de Peshtera. Endemés dels aromanesos, a la part nord, Bulgària també té una altra minoria romanesa, al llarg del Danubi, de Vidin a Ruse. A la frontera amb Sèrbia, hi havia altres grups de valacs, que parlen una llengua idèntica al romanès modern, tot i que prefereixen ser anomenats valacs. Segons el cens oficial de 1926, hi havia: 69.080 romanesos, 5.324 aromanesos, 3.777 cutzovalacs, i 1.551 tsintsars. Segons el cens del 2001, hi ha 10.566 valacs (aromanesos) i 1.088 romanesos a Bulgària.

### A Romania
Des de l'edat mitjana, a causa de l'ocupació turca i la destrucció de llurs ciutats com Moscopolis, molts aromanesos abandonaren la seva llar als Balcans per assentar-se als principats romanesos de Valàquia i Moldàvia, on es parlava una llengua semblant i mantenien un cert grau d'autonomia dels turcs. Aquests aromanesos foren a poc a poc assimilats entre la població romanesa.
El 1925, 47 anys després que la Dobrudja fos incorporada a Romania, el rei Carol II de Romania donà als aromanesos terra i privilegis per assentar-se a la regió, per tal d'assolir-hi una majoria de valacoparlants en una regió habitada principalment per búlgars, cosa que significà una important migració d'aromanesos a Romania. Avui, el 25% de la població de la regió és descendent d'immigrants aromanesos de Grècia (especialment de Tessàlia i Macedònia central), motiu pel qual també se'ls anomena macedorromans.
Segons la Unió Mundial de Dones Aromaneses (UMDA) hi ha una important població aromanesa emigrada des de diversos llocs cap a Romania entre les dues guerres (1918-1939), que podrien ser unes 150.000 persones, xifra que dona també el president de la Fundació Jove Aromània Valàhia; però el parlament romanès i l'Associació Cultural Macedo-Romana de Bucarest pensen que només serien uns 70.000 i el govern només reconeix origen aromanès a 28.000 persones de les quals 21.000 serien emigrants aromanesos d'altres llocs del Balcans i 7000 de comunitats aromaneses ja establertes a Romania anteriorment. La majoria viu a Dobrudja (75%) i a les grans ciutats. No són considerats una minoria i només se'ls reconeix com a comunitat "lingüística i cultural" per la seva proximitat als romanesos; la llengua no s'ensenyava, però es va negociar donar certes classes. Una revista del ministeri d'afers culturals s'edita amb un 25% de contingut en llengua aromanesa o temes aromnesos. Algun diari inclou articles en aromà, i també hi ha algun programa de ràdio, però és excepcional a la televisió. Les organitzacions aromaneses fan actes culturals o folklòrics però no tenen subvencions.
Donada la semblança cultural amb els altres romanesos, la majoria no es considera membre d'una minoria ètnica distinta, sinó membres d'una minoria cultural. Recentment, hi ha hagut un moviment creixent a Romania, format per advocats romanesos i aromanesos, per a reconèixer els aromanesos més com a grup cultural separat que no pas com a grup ètnic, i estendre'ls els drets de les altres minories de Romania, com l'educació en llengua materna i representants al parlament.

### A Sèrbia
Hi ha uns 15.000 aromanesos a Sèrbia, coneguts com a tsintsars.

### Diàspora
Excepte als països balcànics, hi ha comunitats d'aromanesos emigrats que viuen als Estats Units, Canadà, França i Alemanya.
A Friburg de Brisgòvia (Alemanya) té la seu una de les més importants organitzacions aromaneses, la Unió per la Cultura i la Llengua dels Aromanesos, i una de les llibreries més grans en aromanès.
Als Estats Units, La Societat Fãrshãrotul és una de les més antigues i conegudes associacions d'aromanesos, fundada el 1903 per Nicolae Cican, un aromanès d'Albània.
A França, els aromanesos són agrupats en l'associació Trã Armã
nami.

## Personalitats aromaneses

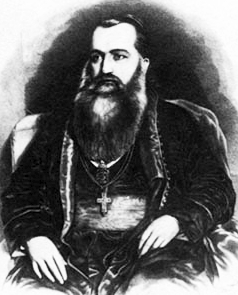
Andrei Saguna
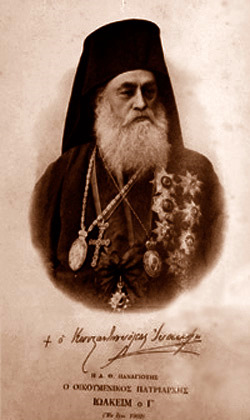
Patriarca Joachim
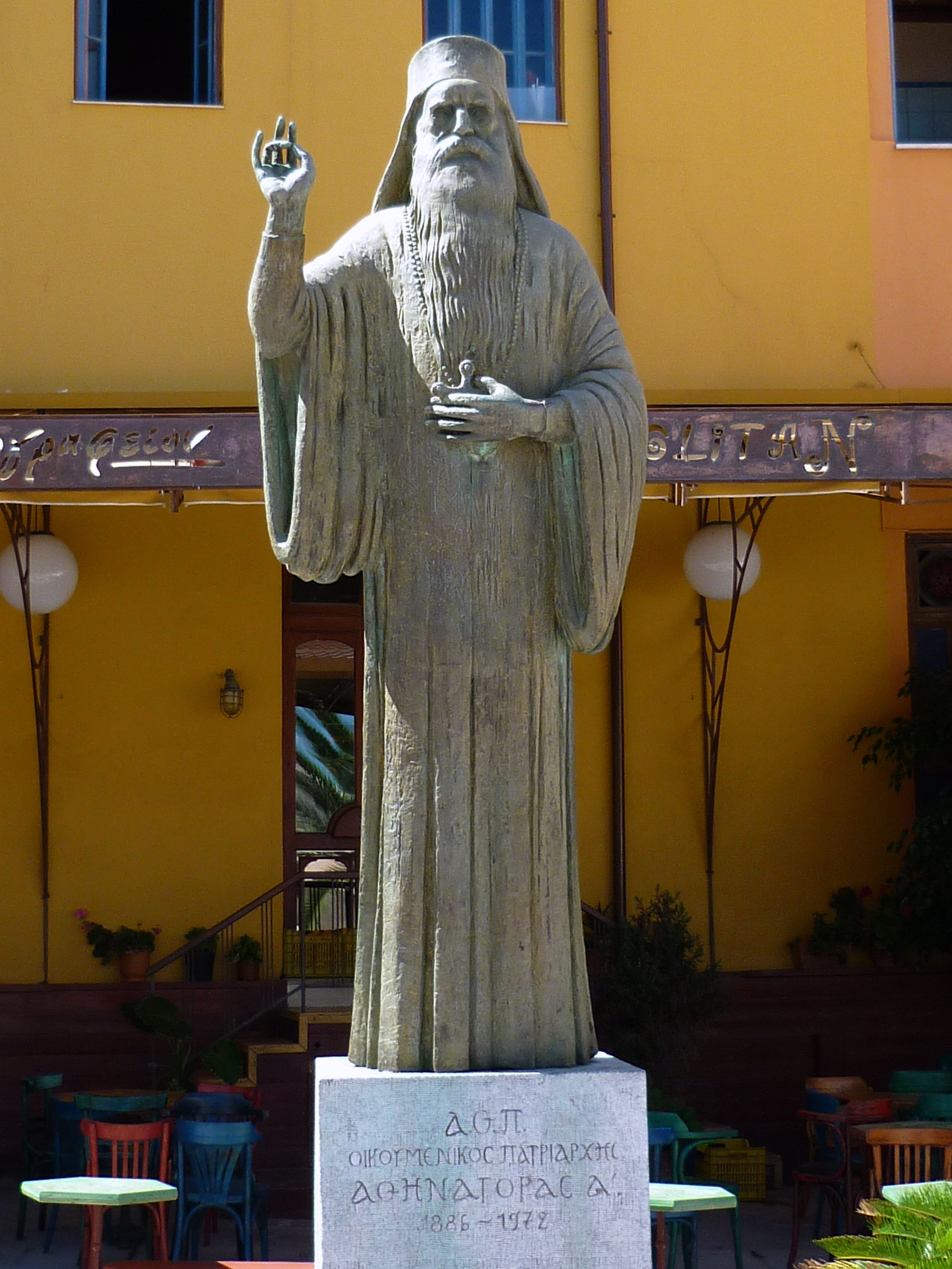
Patriarca Athenagoras
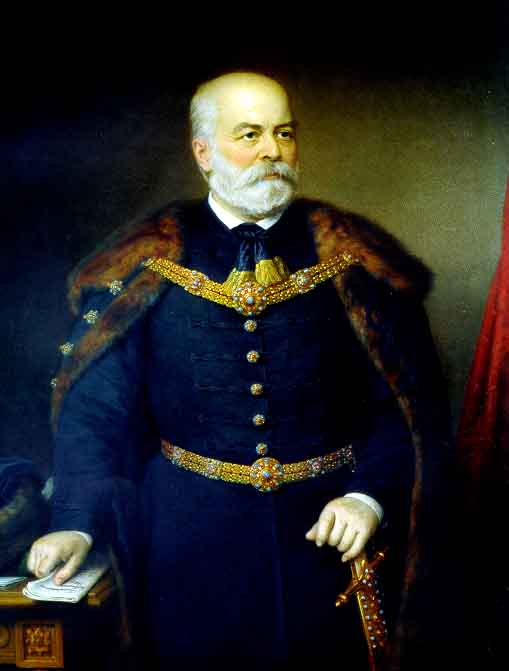
Emanoil Gojdu
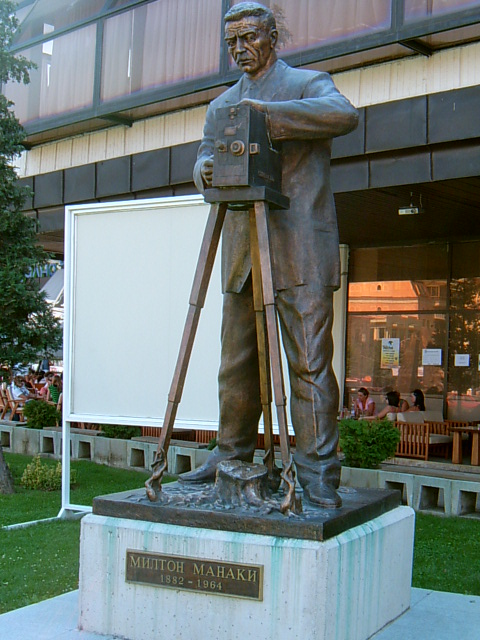
Milton Manakia
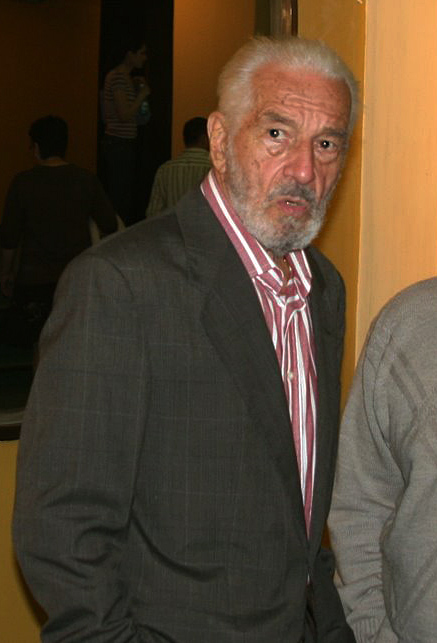
Sergiu Nicolaescu
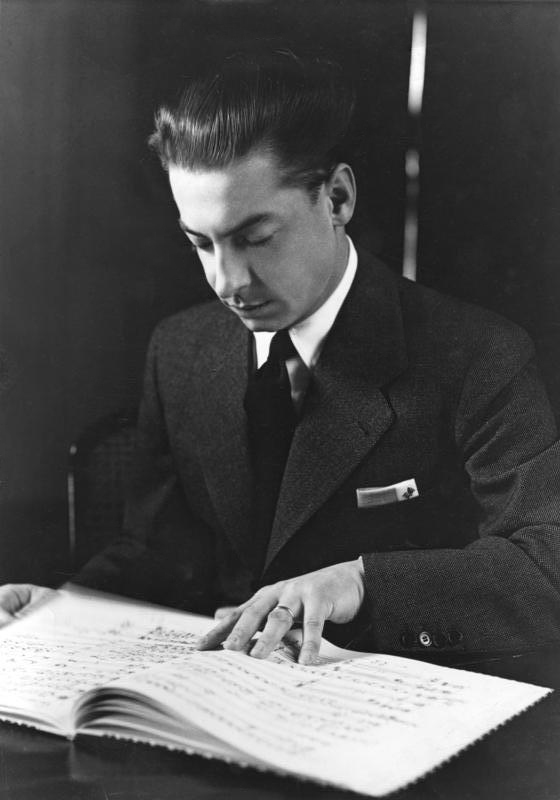
Herbert von Karajan
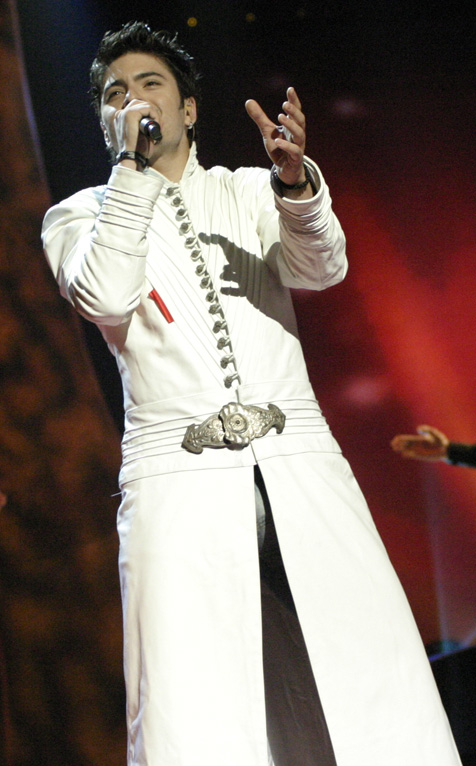
Tose Proesky
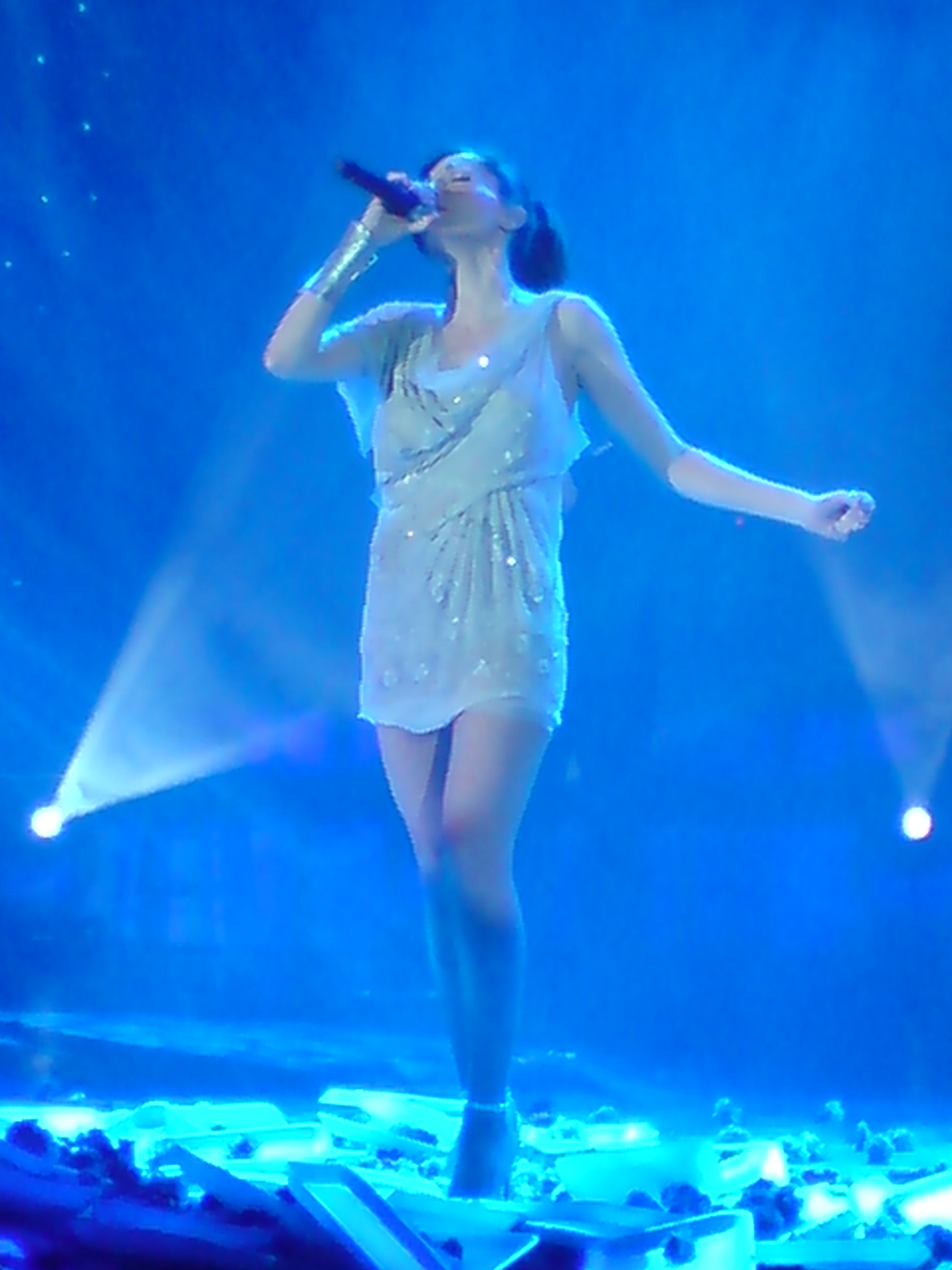
Despina Vandi
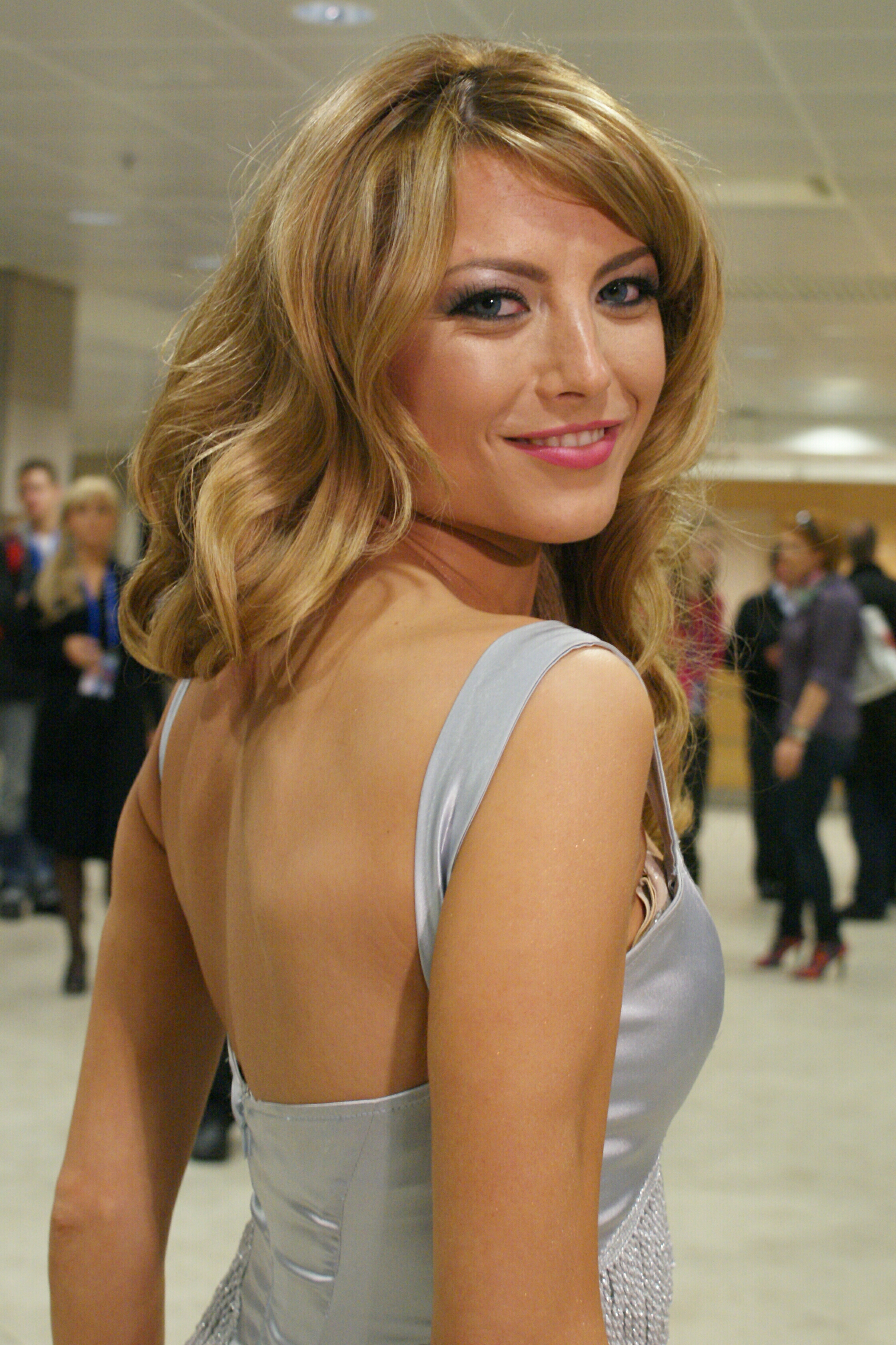
Elena Gheorghe
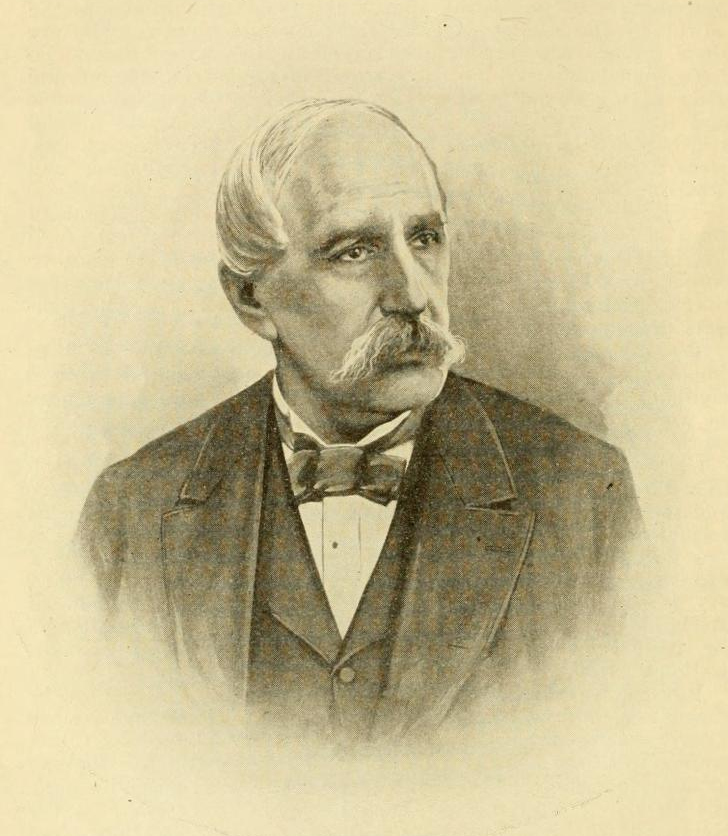
George Averoff
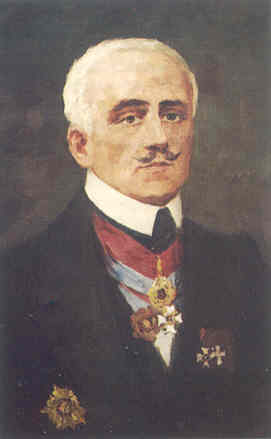
Evangelos Zappas
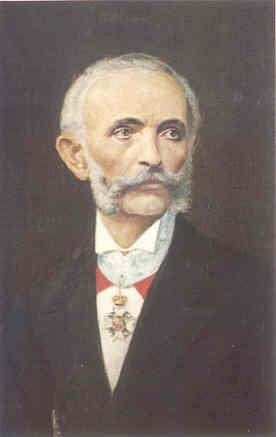
Konstandinos Zappas
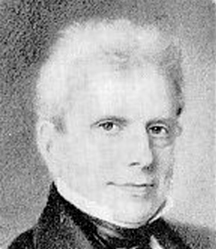
Georgios Sinas
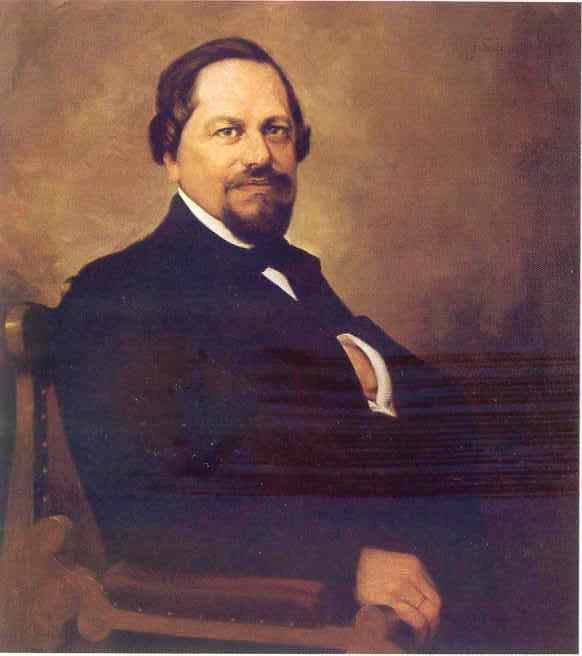
Simon Sinas
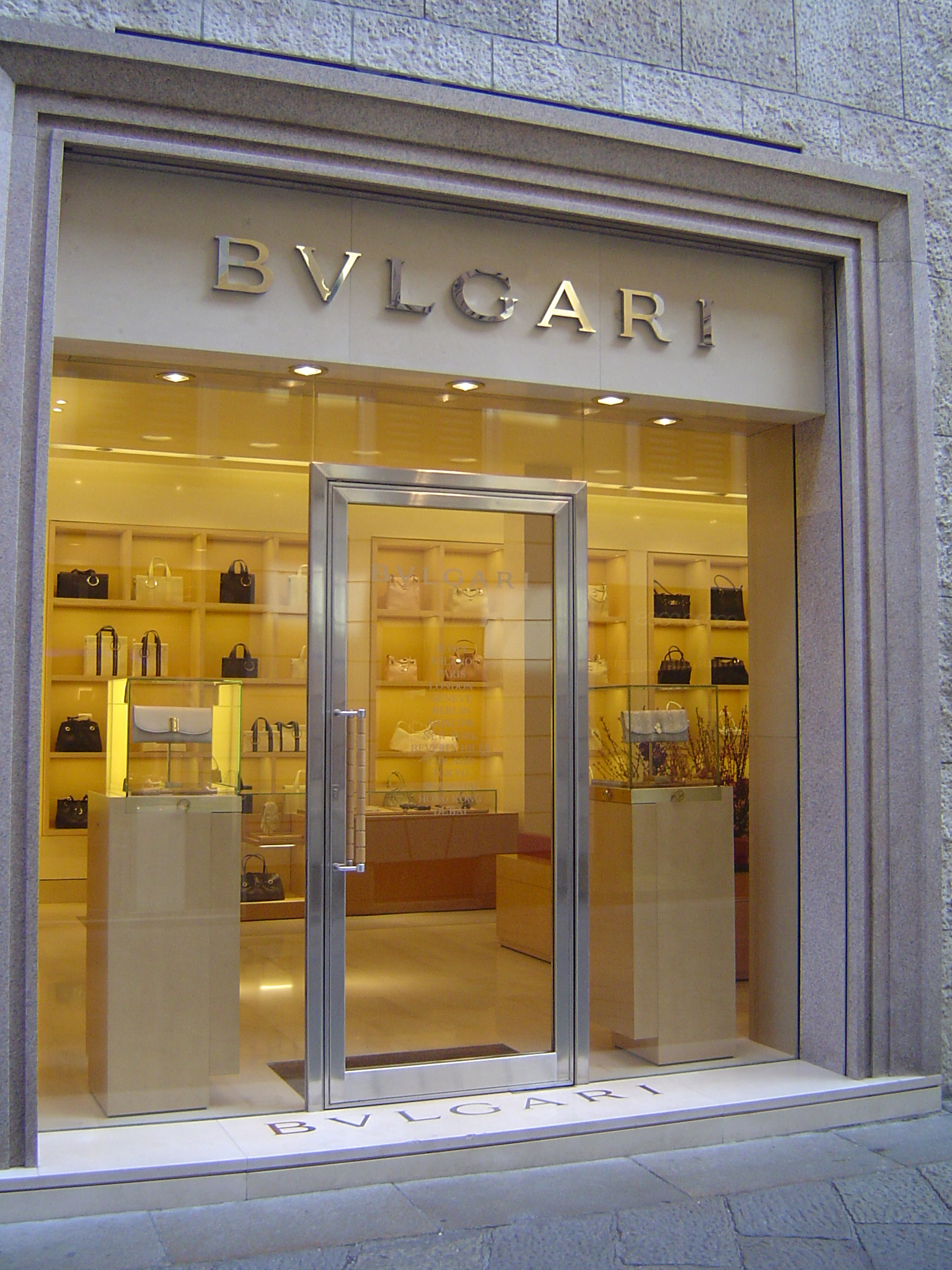
Bulgari House
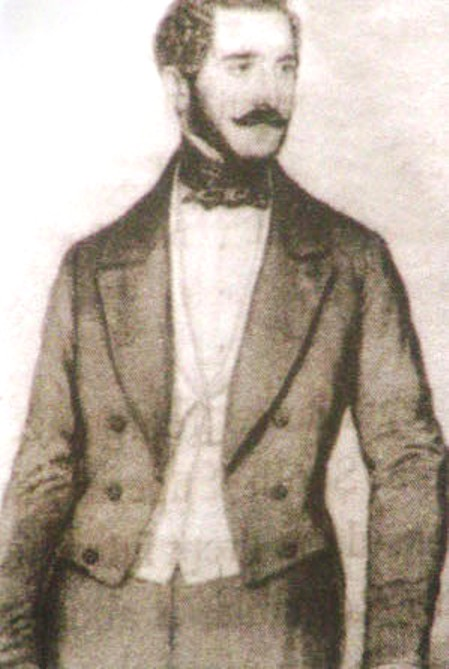
Andrei Mocioni
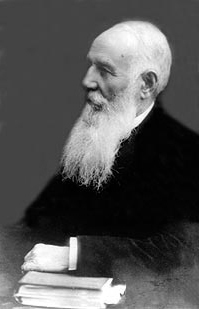
Nikola Pasic
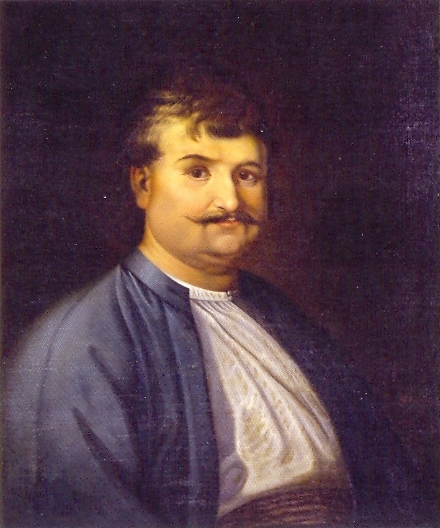
Rigas Feraios
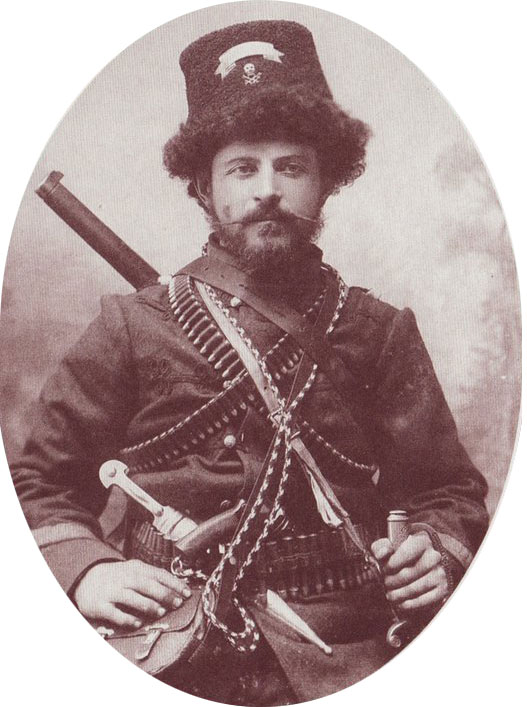
Pitu Guli
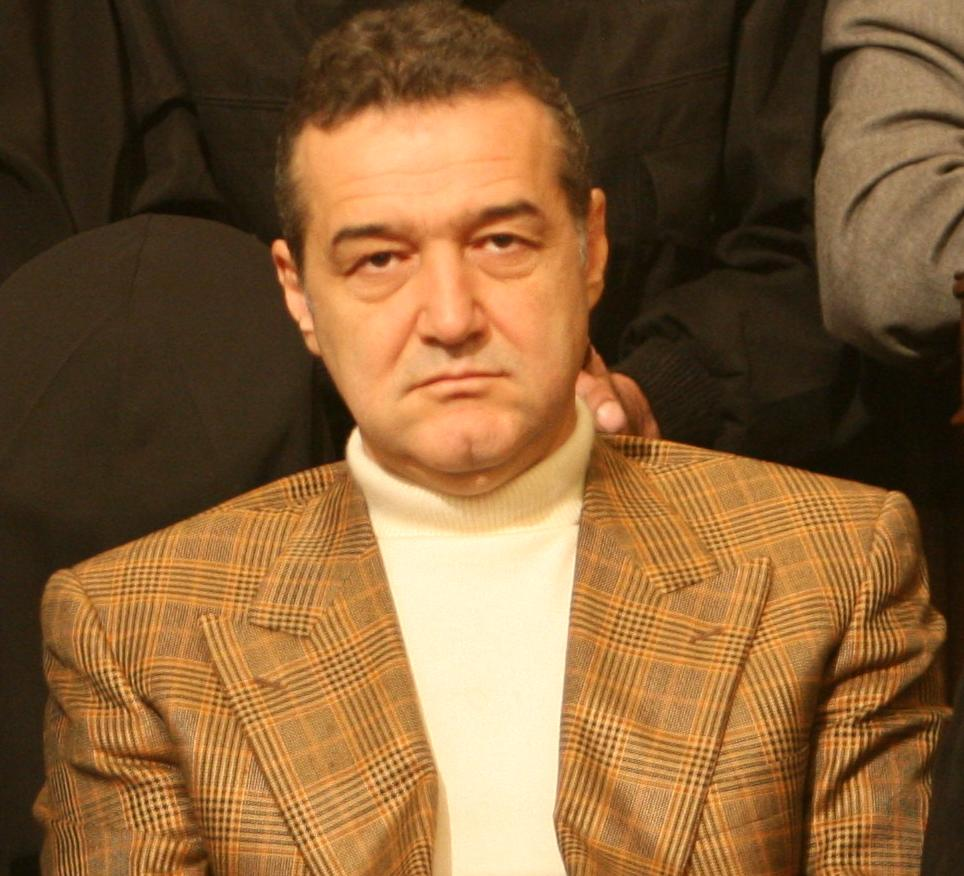
George Becali
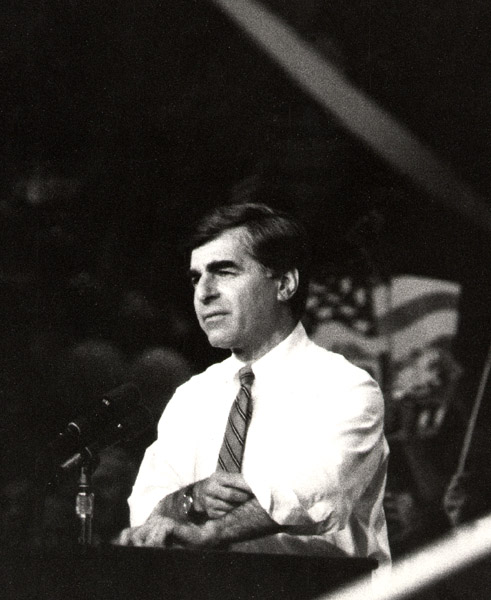
Michael Dukakis
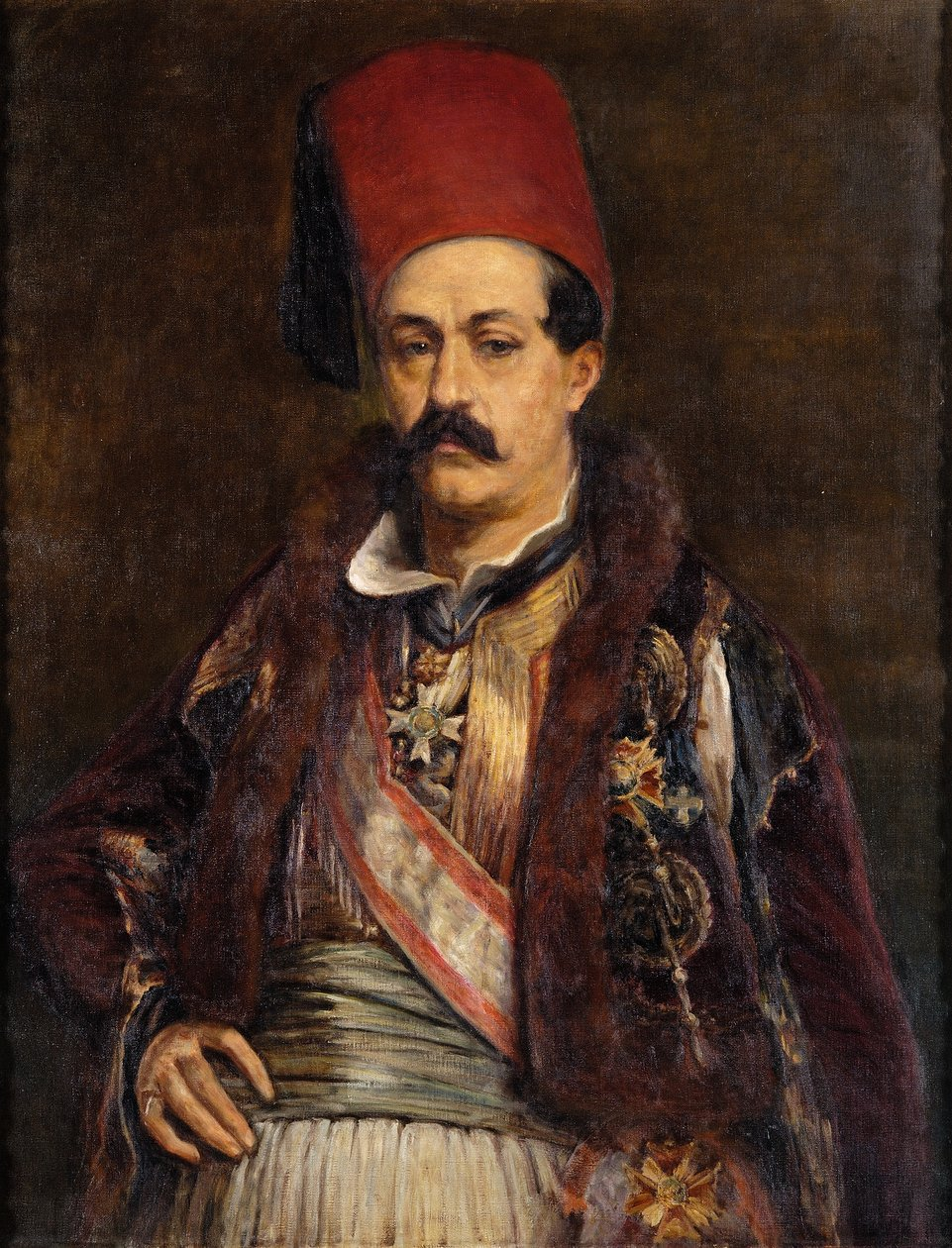
Ioannis Kolettis
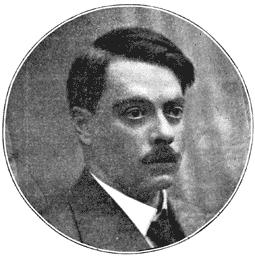
S. Octavian Iosif
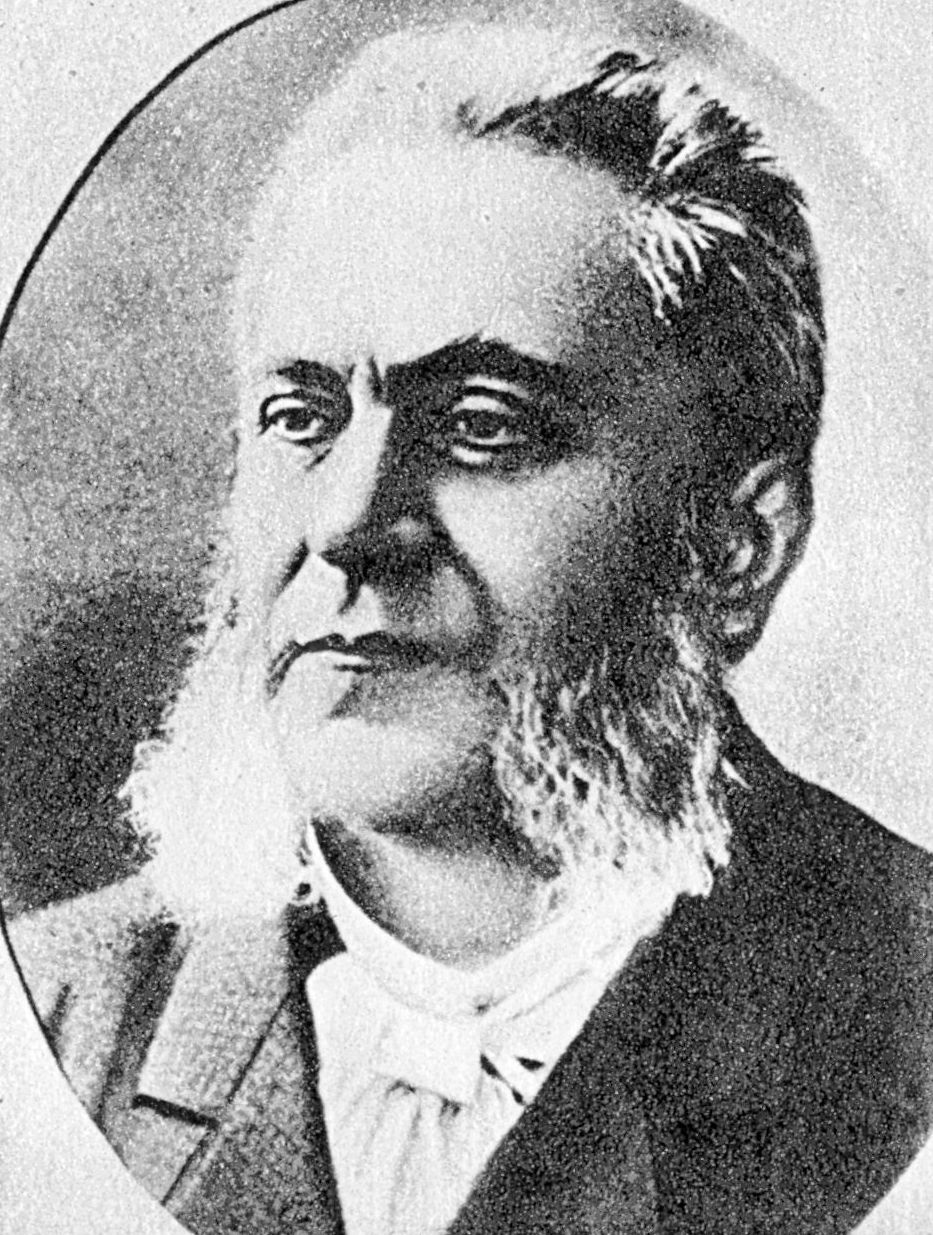
Alexandru Xenopol
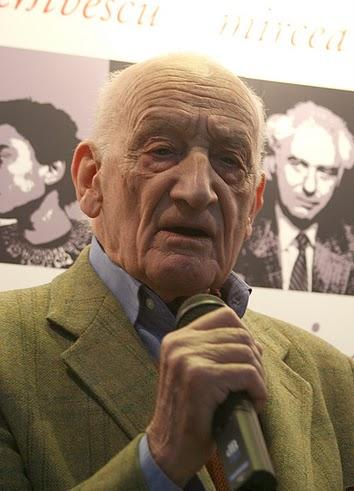
Neagu Djuvara
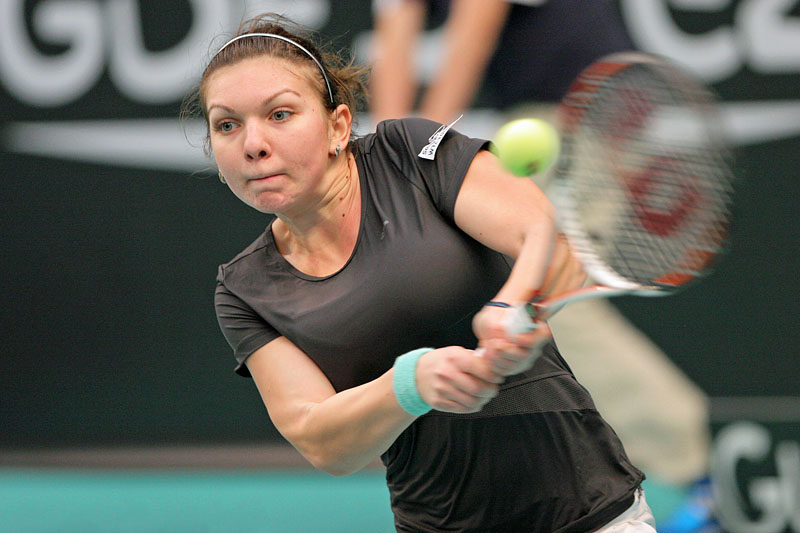
Simona Halep
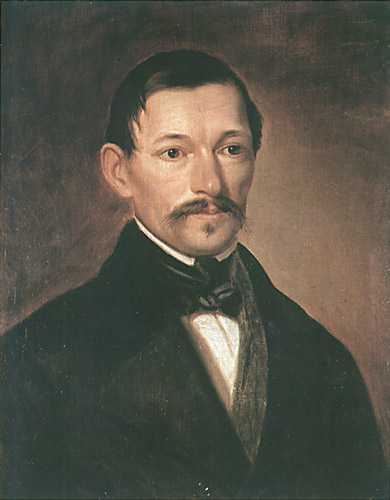
Jovan Sterija
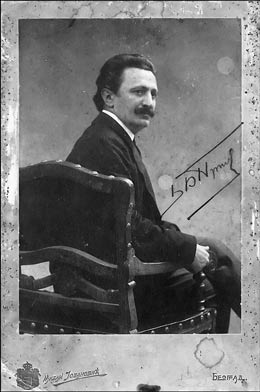
Branislav Nusic
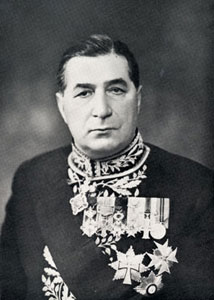
Matyla Ghika
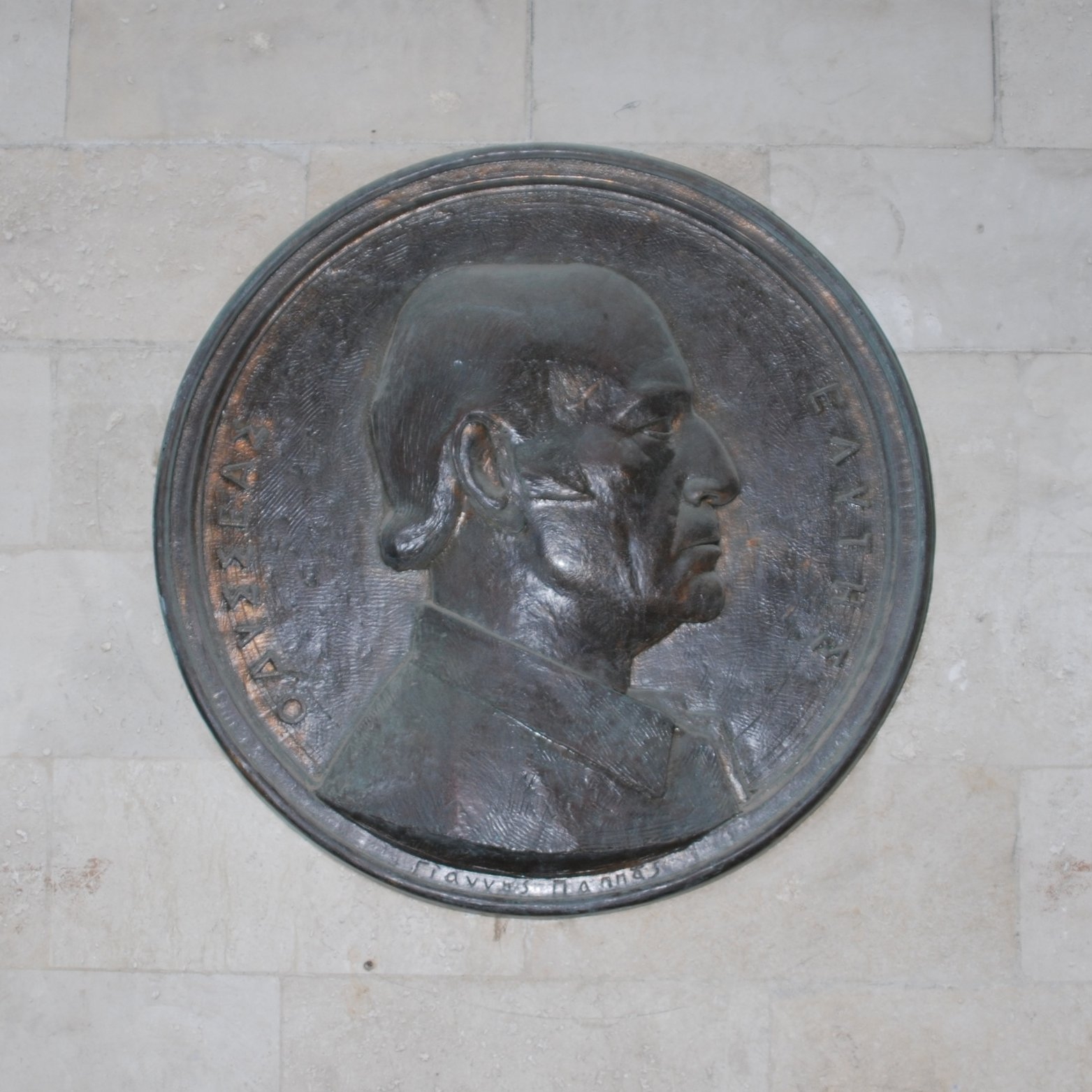
Odysseas Elitis
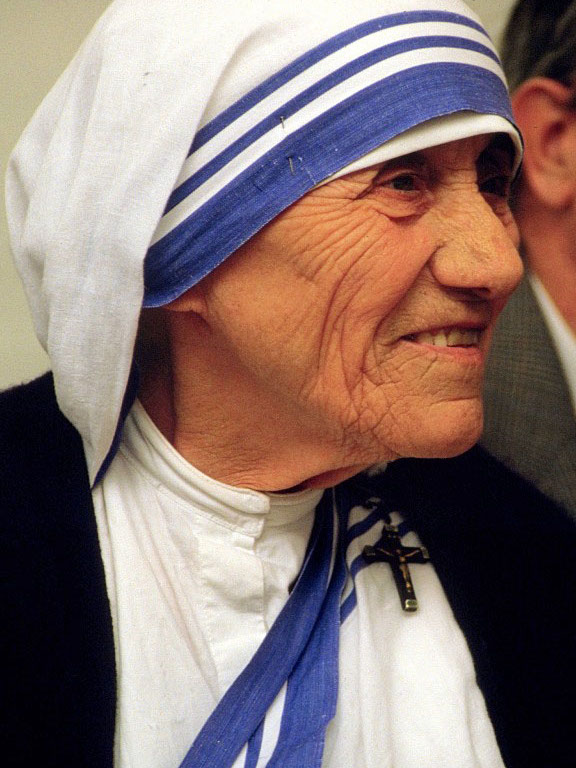
Mare Teresa